# Campionati europei di bob 2021
I Campionati europei di bob 2021 sono stati la cinquantacinquesima edizione della rassegna continentale europea del bob, manifestazione organizzata annualmente dalla Federazione Internazionale di Bob e Skeleton; si sono tenuti il 9 e il 10 gennaio 2021 a Winterberg, in Germania, sulla pista Veltins-EisArena, il tracciato sul quale si svolsero le rassegne continentali del 1979, del 1989, del 1999 e del 2003 unicamente nel bob a due e nel bob a quattro maschili, del 2011 e del 2017 anche nel bob a due femminile, e del 2020 soltanto nel bob a quattro maschile; la località della Renania Settentrionale-Vestfalia ha quindi ospitato le competizioni europee per l'ottava volta nel bob a quattro uomini, per la settima nel bob a due uomini e per la terza nel bob a due donne.
Anche questa edizione si svolse con la modalità della "gara nella gara", contestualmente alla quinta tappa della Coppa del Mondo 2020/2021.
Dominatrice del medagliere è stata la Germania, capace di ottenere tutti e tre i titoli in palio e sei medaglie sulle dieci assegnate in totale: quelle d'oro vennero conquistate nel bob a due donne da Laura Nolte e Deborah Levi, entrambe al primo alloro europeo, nel bob a due maschile da Francesco Friedrich e Thorsten Margis, rispettivamente al quinto e al terzo titolo continentale nella disciplina biposto, mentre nella specialità a quattro si imposero gli stessi Friedrich e Margis con Candy Bauer e Alexander Schüller, tutti al primo successo europeo nel bob a quattro.

## Risultati

### Bob a due donne
La gara è stata disputata il 9 gennaio 2021 nell'arco di due manches e hanno preso parte alla competizione 13 compagini in rappresentanza di 9 differenti nazioni.

Campionesse uscenti erano le russe Nadežda Sergeeva ed Elena Mamedova, con Sergeeva giunta dodicesima al traguardo in coppia con Aleksandra Tarasova e Mamedova settima con Ljubov' Černych; il titolo è stato pertanto vinto dalla coppia tedesca formata da Laura Nolte e Deborah Levi, alla loro prima medaglia continentale in assoluto, sopravanzando le connazionali Kim Kalicki e Ann-Christin Strack, con Kalicki per la prima volta su un podio europeo e Strack alla sua terza medaglia dopo l'argento vinto nel 2019 e il bronzo colto nel 2018; la medaglia di bronzo è invece andata a due compagini giunte al traguardo con il medesimo tempo calcolato al centesimo di secondo: la formazione tedesca costituita da Mariama Jamanka e Leonie Fiebig, con Jamanka già campionessa nel 2017 e nel 2019 e Fiebig alla prima medaglia europea, e la coppia austriaca composta da Katrin Beierl e Jennifer Onasanya, le quali bissarono il bronzo ottenuto nell'edizione del 2019.
| Pos.                          | Atlete                             | Nazione       | 1ª manche | 2ª manche | Totale  | Distacco |
| ----------------------------- | ---------------------------------- | ------------- | --------- | --------- | ------- | -------- |
|                               | Laura Nolte Deborah Levi           | Germania      | 56"87     | 56"73     | 1'53"60 | –        |
|                               | Kim Kalicki Ann-Christin Strack    | Germania      | 57"01     | 57"01     | 1'54"02 | +0"42    |
|                               | Katrin Beierl Jennifer Onasanya    | Austria       | 57"09     | 57"30     | 1'54"39 | +0"79    |
| Mariama Jamanka Leonie Fiebig | Germania                           | 57"17         | 57"22     | 1'54"39   | +0"79   |          |
| 5                             | Andreea Grecu Ioana Gheorghe       | Romania       | 57"43     | 57"15     | 1'54"58 | +0"98    |
| 6                             | Margot Boch Sandie Clair           | Francia       | 57"43     | 57"21     | 1'54"64 | +1"04    |
| 7                             | Ljubov' Černych Elena Mamedova     | Russia        | 57"35     | 57"36     | 1'54"71 | +1"11    |
| 8                             | Mica McNeill Montell Douglas       | Gran Bretagna | 57"45     | 57"30     | 1'54"75 | +1"15    |
| 9                             | Melanie Hasler Irina Strebel       | Svizzera      | 57"51     | 57"32     | 1'54"83 | +1"23    |
| 10                            | Martina Fontanive Nadja Pasternack | Svizzera      | 57"41     | 57"46     | 1'54"87 | +1"27    |

Nota: in grassetto il miglior tempo di manche.

### Bob a due uomini
La gara è stata disputata il 9 gennaio 2021 nell'arco di due manches e hanno preso parte alla competizione 13 compagini in rappresentanza di 9 differenti nazioni.

Campioni uscenti erano i lettoni Oskars Ķibermanis e Matīss Miknis, entrambi non presenti alla competizione; il titolo è stato pertanto vinto dalla coppia tedesca formata da Francesco Friedrich e Thorsten Margis, vincitori anche nel 2017 e nel 2018 e con Friedrich al suo quinto alloro europeo, in quanto detentore anche dei titoli del 2015 e del 2019 conquistati con Martin Grothkopp; la medaglia d'argento andò invece all'altra formazione tedesca composta da Johannes Lochner ed Eric Franke, con Lochner già argento nel 2017 e nel 2019 e bronzo nel 2018, e Franke alla sua prima medaglia continentale nella disciplina biposto, mentre quella di bronzo fu conquistata dagli austriaci Benjamin Maier e Markus Sammer, anche loro per la prima volta sul podio europeo nel bob a due.
| Pos. | Atleti                                        | Nazione       | 1ª manche | 2ª manche | Totale  | Distacco |
| ---- | --------------------------------------------- | ------------- | --------- | --------- | ------- | -------- |
|      | Francesco Friedrich Thorsten Margis           | Germania      | 55"05     | 55"03     | 1'50"08 | –        |
|      | Johannes Lochner Eric Franke                  | Germania      | 55"39     | 55"36     | 1'50"75 | +0"67    |
|      | Benjamin Maier Markus Sammer                  | Austria       | 55"42     | 55"51     | 1'50"93 | +0"85    |
| 4    | Michael Vogt Sandro Michel                    | Svizzera      | 55"62     | 55"58     | 1'51"20 | +1"12    |
| 5    | Rostislav Gajtjukevič Il'ja Malych            | Russia        | 55"65     | 55"59     | 1'51"24 | +1"16    |
| 6    | Brad Hall Nick Gleeson                        | Gran Bretagna | 55"55     | 55"77     | 1'51"32 | +1"24    |
| 7    | Christoph Hafer Kevin Korona                  | Germania      | 55"61     | 55"85     | 1'51"46 | +1"38    |
| 8    | Mihai Cristian Tentea Ciprian Nicolae Daroczi | Romania       | 55"90     | 55"77     | 1'51"67 | +1"59    |
| 9    | Simon Friedli Dominik Schläpfer               | Svizzera      | 55"97     | 55"72     | 1'51"69 | +1"61    |
| 10   | Dominik Dvořák Jakub Nosek                    | Rep. Ceca     | 55"82     | 55"94     | 1'51"76 | +1"68    |

Nota: in grassetto il miglior tempo di manche.

### Bob a quattro uomini
La gara è stata disputata il 10 gennaio 2021 nell'arco di due manches e hanno preso parte alla competizione 14 compagini, di cui una non si è presentata alla partenza, in rappresentanza di 10 differenti nazioni.

Campioni uscenti erano i tedeschi Johannes Lochner, Florian Bauer, Christopher Weber e Christian Rasp, con Lochner e Rasp già vincitori degli ultimi quattro allori continentali e Bauer degli ultimi due, i quali si piazzarono al quarto posto in questa edizione gareggiando con la medesima formazione. Il titolo è stato pertanto vinto dalla compagine formata dai connazionali Francesco Friedrich, Thorsten Margis, Candy Bauer e Alexander Schüller, tutti alla loro prima affermazione europea nella disciplina a quattro con Friedrich già detentore di due argenti e tre bronzi, Margis e Bauer di due argenti e due bronzi, e Schüller di un argento e un bronzo conquistati nelle rassegne precedenti; al secondo posto, vincitore della medaglia d'argento, si è invece piazzato l'equipaggio austriaco composto da Benjamin Maier, Sascha Stepan, Markus Sammer e Kristian Huber, con Maier e Sammer al loro secondo argento dopo quello ottenuto nel 2016 e Stepan e Huber al primo podio continentale, mentre la medaglia di bronzo è andata al quartetto russo costituito da Rostislav Gajtjukevič, Michail Mordasov, Il'ja Malych e Ruslan Samitov, tutti alla prima medaglia europea in assoluto.
| Pos. | Atleti                                                             | Nazione     | 1ª manche | 2ª manche | Totale  | Distacco |
| ---- | ------------------------------------------------------------------ | ----------- | --------- | --------- | ------- | -------- |
|      | Francesco Friedrich Thorsten Margis Candy Bauer Alexander Schüller | Germania    | 54"04     | 54"09     | 1'48"13 | -        |
|      | Benjamin Maier Sascha Stepan Markus Sammer Kristian Huber          | Austria     | 54"38     | 54"51     | 1'48"89 | +0"76    |
|      | Rostislav Gajtjukevič Michail Mordasov Il'ja Malych Ruslan Samitov | Russia      | 54"59     | 54"49     | 1'48"08 | +0"95    |
| 4    | Johannes Lochner Florian Bauer Christopher Weber Christian Rasp    | Germania    | 54"69     | 54"65     | 1'49"34 | +1"21    |
| 5    | Christoph Hafer Kevin Korona Christian Hammers Philipp Wobeto      | Germania    | 54"60     | 54"76     | 1'49"36 | +1"23    |
| 6    | Aleksej Stul'nev Roman Košelev Vasilij Kondratenko Egor Grjaznov   | Russia      | 54"71     | 54"74     | 1'49"45 | +1"32    |
| 7    | Romain Heinrich Lionel Lefebvre Alan Alais Dorian Hauterville      | Francia     | 54"93     | 54"87     | 1'49"80 | +1"67    |
| 8    | Dominik Dvořák Dominik Suchý Jan Šindelář Jakub Nosek              | Rep. Ceca   | 54"88     | 54"94     | 1'49"82 | +0"69    |
| 9    | Patrick Baumgartner Eric Fantazzini Costantino Ughi Alex Verginer  | Italia      | 54"86     | 54"98     | 1'49"84 | +1"71    |
| 10   | Ivo de Bruin Joost Dumas Dennis Veenker Janko Franjic              | Paesi Bassi | 54"87     | 54"98     | 1'49"84 | +1"72    |

Nota: in grassetto il miglior tempo di manche.

## Medagliere
| Pos.   | Nazione  | Oro | Argento | Bronzo | Totale |
| ------ | -------- | --- | ------- | ------ | ------ |
| 1      | Germania | 3   | 2       | 1      | 6      |
| 2      | Austria  | 0   | 1       | 2      | 3      |
| 3      | Russia   | 0   | 0       | 1      | 1      |
| Totale | Totale   | 3   | 3       | 4      | 10     |